# Ellen Forrester
Pour les articles homonymes, voir Forrester.
Ellen Forrester, née Ellen Magennis en 1828, probablement à Clones et morte le 6 janvier 1883 à Salford, est une nationaliste et poétesse irlandaise,,.

## Biographie
Ellen Forrester est née Ellen Magennis en 1828, probablement à Clones, dans le Comté de Monaghan. Elle est le sixième enfant du maître d'école local. Sa mère est une presbytérienne convertie au catholicisme. Elle part en Angleterre à l'âge de 17 ans, travaillant comme nourrice et gouvernante à Liverpool. Elle déménage ensuite à Manchester, où elle se marie à un tailleur de pierre, Michael Forrester, autour de 1847. Son époux boit beaucoup et meurt jeune, la laissant seule avec 5 enfants de moins de 10 ans.
Elle écrit de la poésie pendant une grande période de sa vie. Pour subvenir aux besoins de sa famille, elle commence à soumettre ses vers à des journaux anglais et irlandais. Trois de ses enfants écrivent également : Arthur (1850-1895), Fanny (1852-1889), et Marie (née en 1857). Ellen est une nationaliste convaincue et contribue à collecter de l'argent avec Caroline Douglas pour le fonds de défense des martyrs de Manchester. Son fils Arthur rejoint l'Irish Republican Brotherhood en 1866, il a été l'un des principaux féniens du Lancashire. Lorsqu'il est arrêté en 1869, sa mère demande de l'aide à son ami, Michael Davitt. Au cours de son emprisonnement au pénitencier de Millbank, Davitt demande la permission de rendre visite à Arthur Forrester. Cela lui est refusé en raison de sa réputation de « sympathisant notoire des féniens. »
Autour de 1860, Ellen Forrester publie son premier recueil de poésie, Simple strains. Il a été suivi par une collection de chansons en 1869, Songs of the rising nation, qui contient également des vers d'Arthur et de Fanny Forrester. Vers la fin de sa vie, elle lutte contre la pauvreté et sa mauvaise santé. En 1872, elle fait une demande au Royal Literary Fund se décrivant comme une paralysée dépendant de ses deux filles qui travaillent en usine. Sa demande est rejetée.
Elle meurt le 6 janvier 1883 à Salford et est enterrée dans un cimetière catholique.